# Separatoppia africana
Separatoppia africana är en kvalsterart som först beskrevs av Evans 1953.  Separatoppia africana ingår i släktet Separatoppia och familjen Oppiidae. Inga underarter finns listade i Catalogue of Life.